# Corvin (centre commercial)
Corvin est l'un des plus grands centres commerciaux de Budapest, situé dans le 8e arrondissement. Desservi par la ligne   du métro de Budapest, sa construction a fait l'objet d'une démolition d'une partie importante du quartier de Szigony.